# San José de la Palma
San José de la Palma es una localidad del estado mexicano de Michoacán. Es parte del municipio de Tarímbaro. Fue fundada el 19 de noviembre de 2003.

## Toponimia
El nombre «San José» hace referencia al santo patrono de la localidad: José de Nazaret.

## Demografía
| Censo | Población |
| ----- | --------- |
| 2010  | 1407      |
| 2020  | 1318      |